# Sammlung Dohna-Schlobitten

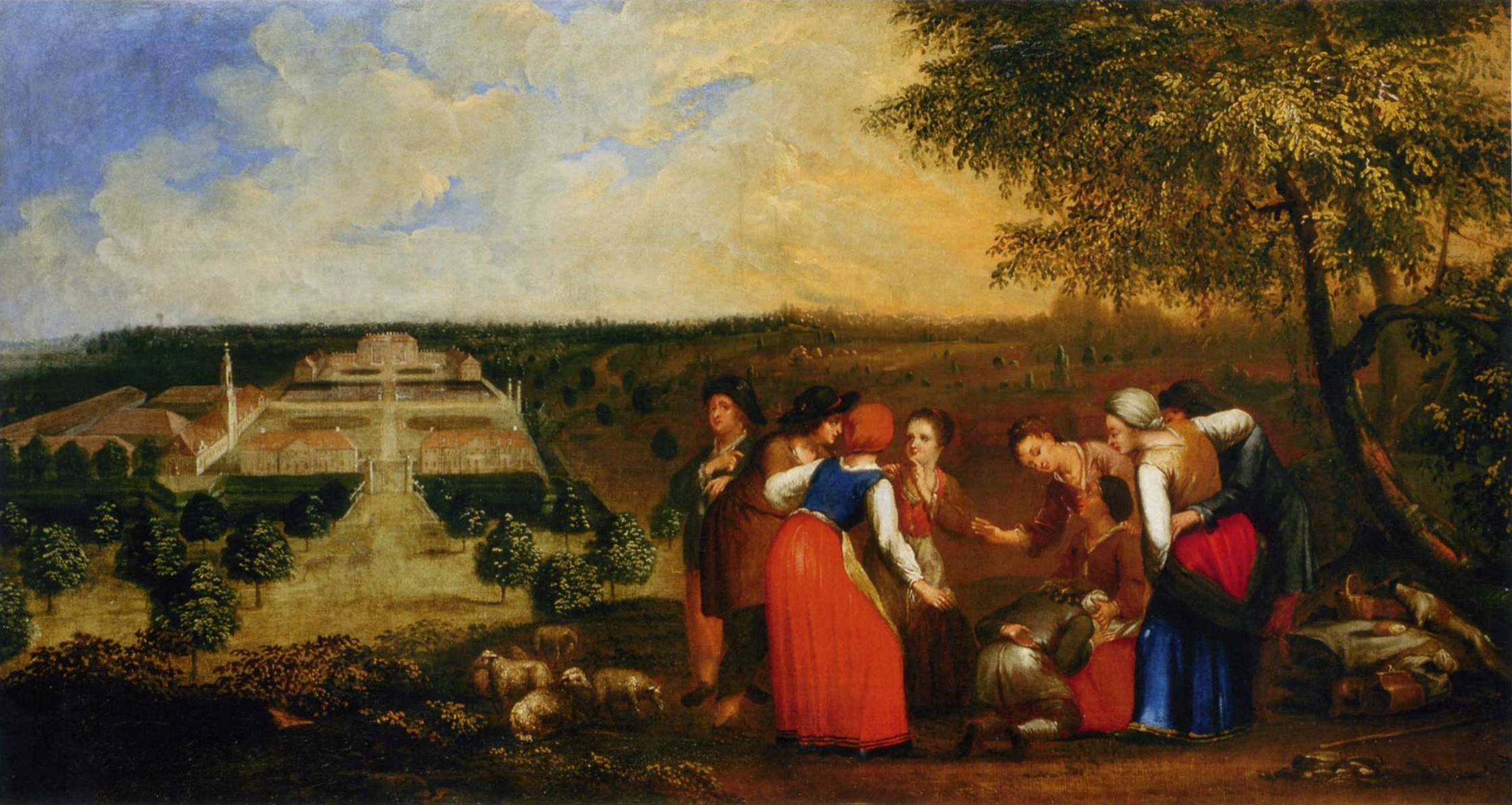
Schloß Schlobitten (Supraporte), um 1730 (Maler unbekannt)

Die Sammlung Dohna-Schlobitten umfasst Kunstwerke aller Gattungen vom späten 16. bis ins 20. Jahrhundert und zeigt bedeutende Zeugnisse europäischer Adelskultur. Sie wird von der Stiftung Preußische Schlösser und Gärten Berlin-Brandenburg verwaltet. Sie wird gegenwärtig im Schloss Doberlug gezeigt.

## Entstehung der Sammlung
Grundlage für die Sammlung, die bis 1944 das Inventar des ostpreußischen Schlosses Schlobitten darstellte, waren die Dohnasche Familienverfassung und insbesondere das „Ewige Testament“ des Adelsfamilienzweiges Dohna-Schlobitten von 1621, ein Familienfideikommiss. Die durch Erbstücke, Geschenke, Mitgiften und Erwerb wachsende Sammlung wurde als Vermächtnis vom Familienoberhaupt auf den Nachfolger vererbt und durfte nicht angetastet (verwertet oder verbraucht) werden. So wuchs die Sammlung im Verlauf mehrerer Generationen. Die letzte bekannte Erweiterung (unter anderem um das „Schlößchen“ in Mohrungen) genehmigte der preußische König Wilhelm II. (letzter deutscher Kaiser) 1917.
Im Jahre 1944 umfasste die bedeutende Bibliothek 55.000 Bände, von denen jetzt nur noch 11 zur Sammlung gehören (siehe: Schloss Schlobitten, Bibliothek).

## Jüngere Geschichte
Alexander Fürst zu Dohna-Schlobitten konnte kurz vor Ende des Zweiten Weltkrieges einen bedeutenden Teil des Inventars von Schloss Schlobitten retten, bevor es nach Besetzung durch die Rote Armee durch Brandstiftung zerstört wurde. Die Transporte erfolgten insgeheim ab 1943 in Zügen und Wagen, der letzte umfasste 330 Personen (Familienmitglieder und Bedienstete), 140 Pferde und 38 Wagen und ging über 1500 km auf Irrwegen nach Norddeutschland. Dabei gingen etwa 2/3 der Sammlung verloren, der Fürst kämpfte um in der DDR beschlagnahmte Teile.
Bereits 1978 erwarb die Stiftung mit Hilfe der Deutschen Klassenlotterie Berlin Teile der Sammlung. Der Fürst verhandelte mit dem Ziel einer Zusammenführung der Sammlung und Komplett-Ausstellung des aus Schloss Schlobitten geretteten Inventars, weitere Käufe durch die Stiftung erfolgten 1992/93 mit Hilfe der Bundesregierung und 1999.

## Wechselnde Ausstellungsorte
Zuerst erhielt von 1978 bis 2009 Schloss Charlottenburg bei der Stiftung vorhandene Stücke und Wiedererwerbungen. Von 2009 bis 2019 wurde im Schloss Schönhausen ein Teil der Sammlung von Kunstwerken aller Gattungen in ihrem über Jahrhunderte gewachsenen Zusammenhang gezeigt. Thematisch gegliederte Räume heben kostbare Schwerpunkte des Schlobitten-Inventars hervor: wertvolle Bestände der Bibliothek, die Schätze der Silberkammer und der Kunstkammer. Die Sammlung soll danach im Schloss Doberlug vollständig gezeigt werden.

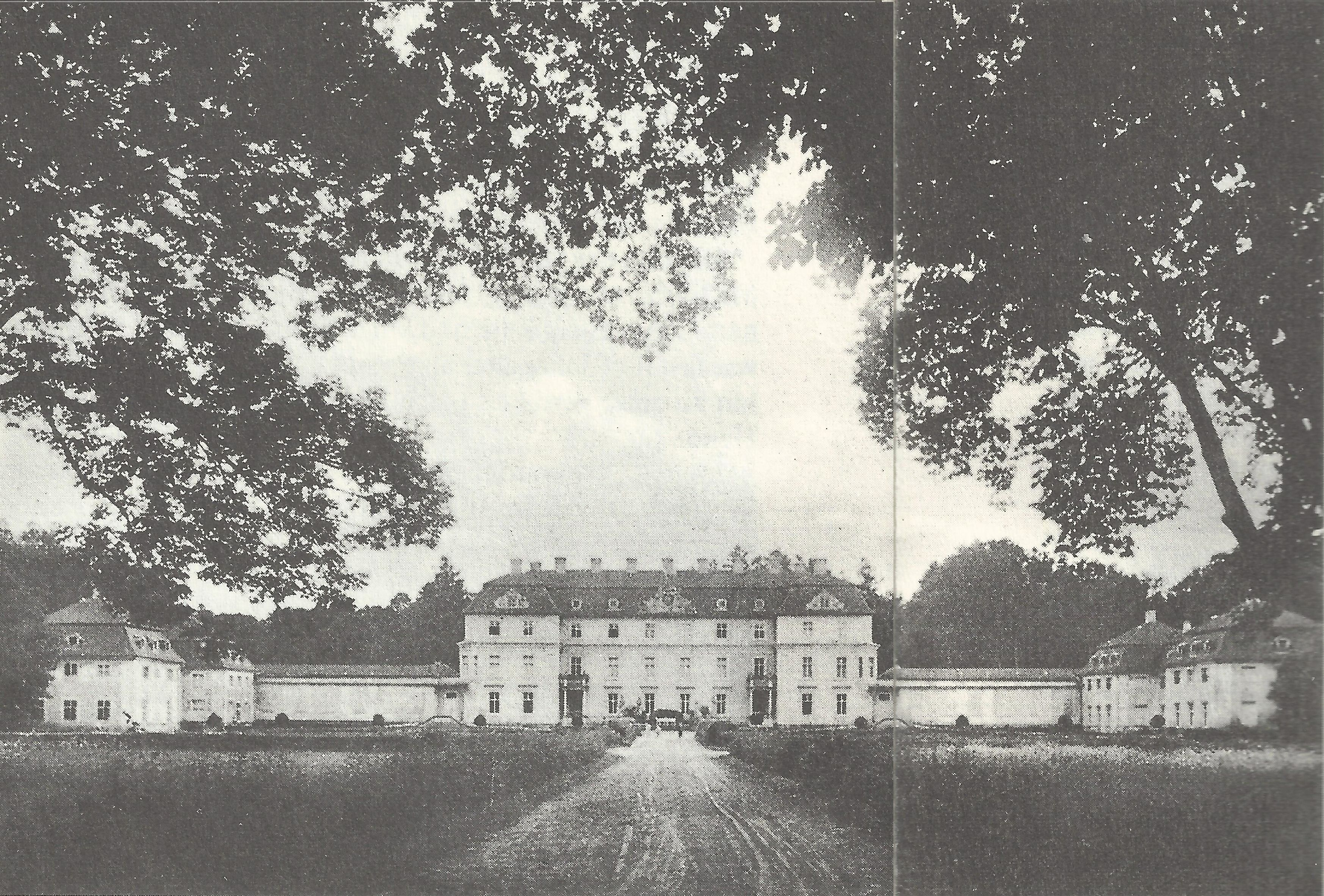
Schloss Schlobitten
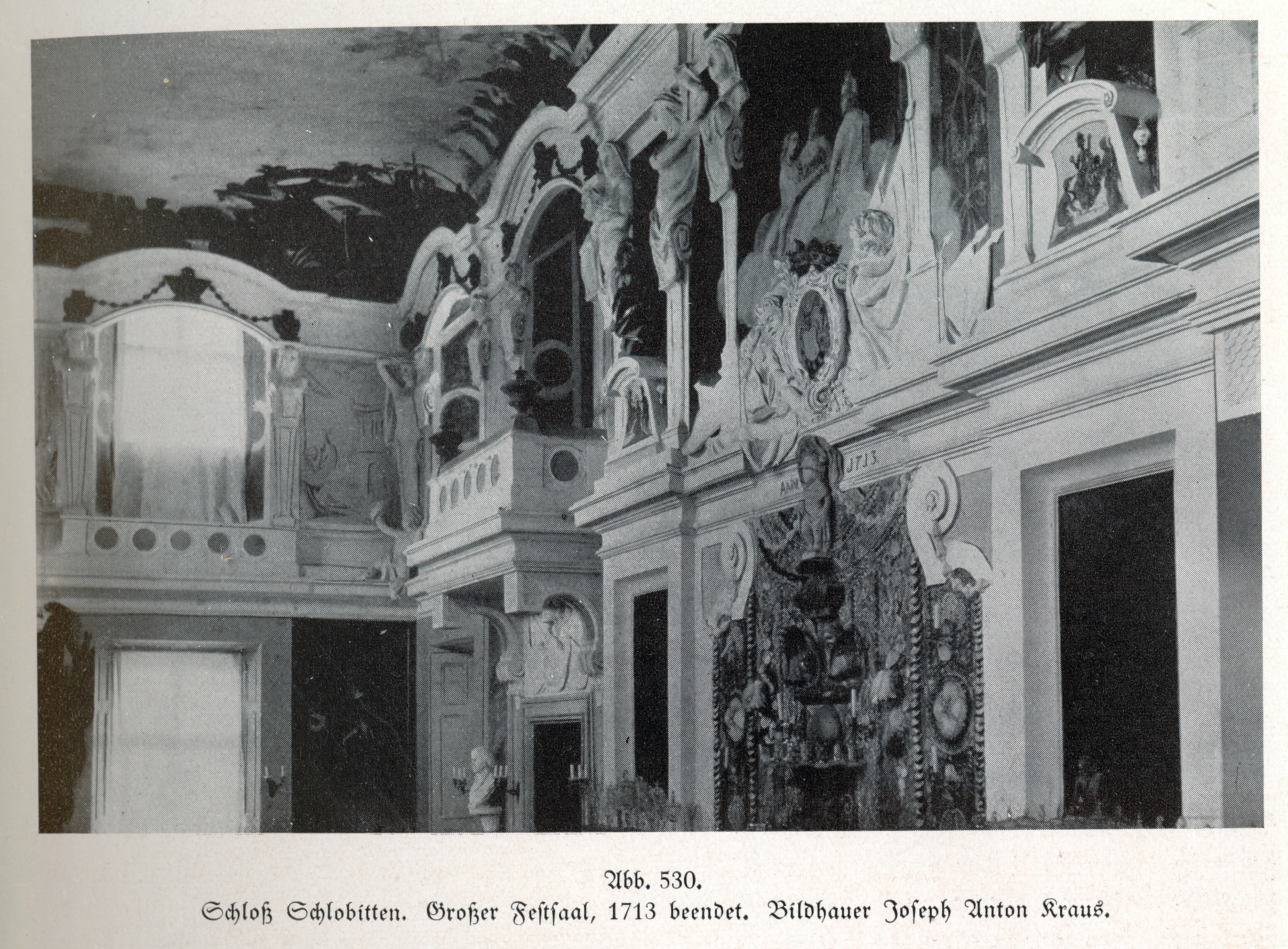
Festsaal in Schlobitten
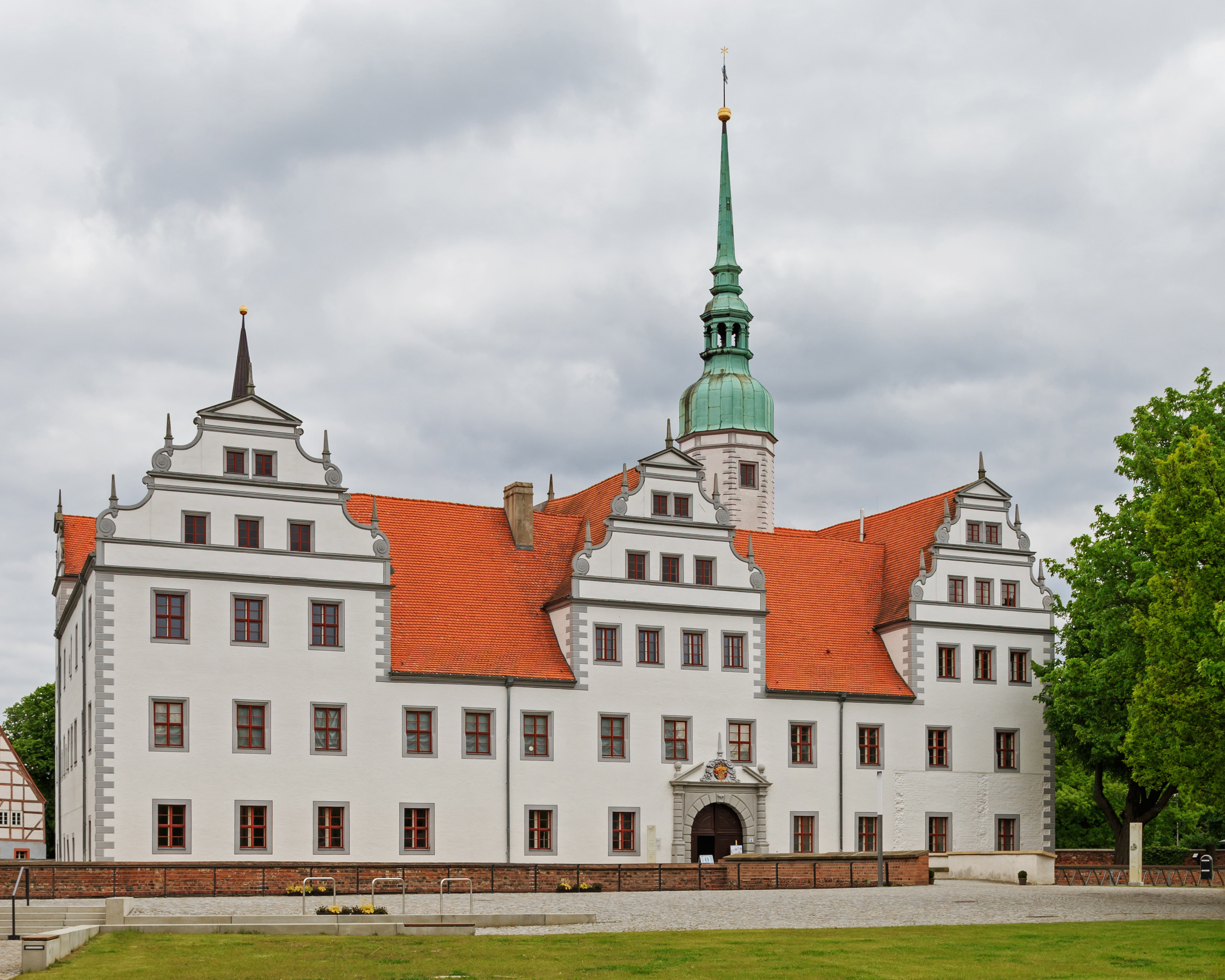
Schloss Doberlug

## Bestand
- 72 Gemälde
- 8 Graphiken
- 35 Möbel
- 4 Tapisserien
- 15 Skulpturen
- 647 Werke aus edlem und unedlem Metall, darunter auch mehrere Waffen
- 205 Porzellane
- 28 Fayencen und Steinzeugobjekte
- 48 Gläser
- mehr als 250 Kleinkunstgegenstände
- eine große Anzahl von gestickten Objekten und diverse Tischwäsche
- eine große Sammlung von Münzen und Medaillen
- 11 Bücher des 17. und 18. Jahrhunderts[4]